# Sonnet (KDE)
Sonnet は KDE 4 に含まれることになる多言語スペルチェックプログラムであり、Linux などで動作する。Sonnet は KDE 3 向けに作られた kspell2 を置き換えることになっている。Sonnet 開発の主な目標はシンプルな API、幅広い言語のサポートとパフォーマンスである。kspell2 に対する Sonnet における注目に値する改善は以下の通りである。
- 自動言語検出 - テキストのたった20文字で言語を特定できる。同じドキュメント内の複数の言語でさえも検出し、正しくスペルチェックできる。
- パフォーマンスの改善
- タイ語や日本語のような言語のスペルチェックにおける改善
- シンプルな設計 - kspell2 は7つのコンポーネントと複雑な API からなっている。Sonnet は単一のコンポーネントであり、シンプルな API を提供することを目標としている。
- ユーザはメイン辞書とバックアップ辞書を選択できる。例えば、医学辞典の単語を頻繁に使う医者を考える。通常の辞書に現れない単語は医学用語を含むバックアップ辞書によって訂正されることになる。